# La Ville ainsi soit-il
Albums de Pierre Bachelet
Les Lolas Un homme simple
La Ville ainsi soit-il est le 10e album studio de Pierre Bachelet, sorti en 1995 chez AVREP (RCA - BMG France).
Il s'agit d'un album-concept sur le thème de la ville. Pierre Bachelet signe, comme habituellement, toutes les musiques mais confie, pour la première fois, les textes à l'écrivain Yann Queffélec. La pochette est illustrée par une peinture de Philippe Druillet, extraite du livre Paris de fous.
C'est l'album le plus intellectuel de toute sa carrière, et il est salué par la critique musicale, et même littéraire, dès sa sortie. Certains critiques y voyaient son meilleur album, son disque le plus abouti, et surtout, le plus sincère, et singulier .
Alors que Pierre Bachelet avait l'habitude de réaliser ses albums, c'est Bernard Saint-Paul qui a réalisé l'album. C'est lui qui souhaitait travailler avec Queffélec. Dans une interview au magazine Platine, le chanteur explique que les premiers textes étaient très longs et sans refrain, ni couplet.
L'album contient un duo : la chanson numéro 10, intitulé Fatalité, est chantée avec Robert Charlebois.  

## Liste des titres
| No  | Titre                                    | Paroles        | Musique         | Durée |
| --- | ---------------------------------------- | -------------- | --------------- | ----- |
| 1.  | Intro                                    |                | Pierre Bachelet | 1:20  |
| 2.  | La Ville ainsi soit-il                   | Yann Queffélec | Pierre Bachelet | 5:10  |
| 3.  | Y a des filles comme ça                  | Yann Queffélec | Pierre Bachelet | 6:50  |
| 4.  | Reconnais que tu pars                    | Yann Queffélec | Pierre Bachelet | 5:17  |
| 5.  | Cool man cool                            | Yann Queffélec | Pierre Bachelet | 6:29  |
| 6.  | Sans abri                                | Yann Queffélec | Pierre Bachelet | 6:17  |
| 7.  | Le jour se lève ici, là-bas              | Yann Queffélec | Pierre Bachelet | 5:34  |
| 8.  | Retrouvailles                            | Yann Queffélec | Pierre Bachelet | 7:20  |
| 9.  | C'est pas vrai, c'est pas moi            | Yann Queffélec | Pierre Bachelet | 5:45  |
| 10. | Fatalité (en duo avec Robert Charlebois) | Yann Queffélec | Pierre Bachelet | 7:15  |
| 11. | Blues de l'an 2000                       | Yann Queffélec | Pierre Bachelet | 6:52  |

## Singles extraits de l'album
- La Ville ainsi soit-il (promo)
- Reconnais que tu pars / Cool man cool